# 소방략
소방략(蕭方略, ? ~ 554년)은 중국 남북조 시대 양나라의 황족이다. 양 원제와 귀빈 왕씨(王氏) 사이에서 태어난 열째 아들이다.

## 생애
547년에 태어났고 원제의 총애를 받았다.
548년에 후경의 난이 일어나자 원제는 서위와 우호를 맺고 그 수도인 장안으로 피난보냈다. 소역은 친히 출발지인 강릉으로 가서 소방략을 떠나보낼 때 시를 하나 읊었다.
| “ | 어떻게 나의 어린 아들은(如何吾幼子) 승의(勝衣)를 입고서 이렇게 이별하는구나(勝衣已別離) 10일 동안 잔치는 없을 것이니(十日無由宴) 천 리를 보냄에 멀다함이 드리우네(千里送遠垂) | ” |

소방략은 장안에 당도했는데 오래지 않아 다시 강릉으로 되돌아왔다.
552년에 원제가 황제로 즉위한 뒤 그해 12월 16일에 소방략을 시안군왕(始安郡王)으로 봉했다.
554년에 소찰이 서위와 함께 수도인 강릉을 공함했을 때 원제는 나와서 항복했는데 이때 소방략도 형인 황태자 소원량과 사촌형인 소대성 등과 함께 동시에 사로잡혔다. 소찰은 오래지 않아 원제를 살해했고 그날 소원량, 소대성과 소방략 등을 모두 살해하였다.